# Ahmadu Bello
Pour les articles homonymes, voir Bello (homonymie).
Ahmadu Bello est un homme politique nigérian né le 2 juin 1910 à Rabbah dans l'État de Sokoto, au Nigeria colonial. Bello est l'un des principaux hommes politiques du Nigeria après l'indépendance ; il domine la vie politique du nord du pays avec son parti, le Northern People's Congress. Bello est premier de la région Nord (Northern Region) de 1954 à son assassinat le 15 janvier 1966.
Bello est le fils d'un des prétendants au califat de Sokoto. Son arrière-grand-père est Mohammed Bello, calife de Sokoto, fondateur de la ville de Sokoto et fils d'Ousmane dan Fodio. En 1938, Ahmadu Bello se présente pour devenir sultan de Sokoto mais échoue devant Siddiq Abubakar III. Il obtient toutefois le titre de Sarduna ou Sardauna et devient membre du conseil des autorités indigènes de Sokoto (Sokoto Native Authority Council). En 1948, Bello obtient une bourse pour parfaire ses études en administration territoriale en Angleterre.
À son retour d'Angleterre, Bello est nommé représentant de la province de Sokoto à l'Assemblée régionale. Lors des premières élections dans la région Nord, Bello est élu à l'Assemblée et participe au gouvernement régional en tant que ministre des Travaux, du Gouvernement local puis du Développement communautaire.
En 1954, Bello devient le premier Premier de la région Nord. Il le reste jusqu'à son assassinat le 15 janvier 1966 lors d'un coup d'État militaire.
Son portrait apparaît sur le billet de 200 nairas et la plus importante université du pays, l'université Ahmadu Bello porte son nom, de même que le stade Ahmadu-Bello. 